# Karl Jansen
Karl Jansen (ur. 28 maja 1908 w Eickel, zm. 13 listopada 1961 w Essen) – niemiecki sztangista, brązowy medalista igrzysk olimpijskich i mistrzostw świata.

## Kariera
Pierwszy sukces w karierze osiągnął w 1936 roku, kiedy na igrzyskach olimpijskich w Berlinie zdobył brązowy medal w wadze lekkiej (do 67,5 kg). W zawodach tych wyprzedzili go jedynie Austriak Robert Fein oraz Anwar Misbah z Egiptu. Był to jego jedyny start olimpijski. Wywalczył również brązowy medal podczas mistrzostw świata w Paryżu w 1937 roku. Tym razem lepsi okazali się Anthony Terlazzo z USA i Robert Fein. Wywalczył także złoty medal na mistrzostwach Europy w Paryżu w 1935 roku, wyprzedzając Feina i Francuza René Duvergera.
Dziewięciokrotnie był mistrzem Niemiec (1935, 1936, 1937, 1938, 1939, 1940, 1941, 1948, 1949).